# Oga
Oga (Japans: 男鹿市, Oga-shi) is een havenstad in de prefectuur Akita in het noorden van Honshu, Japan. De stad heeft een oppervlakte van 240,80 km² en begin 2008 ruim 34.000 inwoners. Het ligt op het gelijknamige schiereiland in de Japanse Zee.

## Geschiedenis
Oga werd op 31 maart 1954 een stad (shi) door de samenvoeging van de gemeenten Oganaka, Toga, Iriai, Wakimoto en Funagawako.
Op 22 maart 2005 werd de gemeente Wakami aan Oga toegevoegd.

## Verkeer
Oga ligt aan de Oga-lijn van de East Japan Railway Company.
Oga ligt aan autoweg 101.

## Aangrenzende steden
- Katagami